# 樂鞏南
樂鞏南（英語：Lok Kung-nam，1936年1月7日—2020年2月29日），廣東清遠人，前香港民航處處長。
樂鞏南中學時期曾就讀於英華書院。於1988年出任民航處副處長，兩年後升任民航處處長，到1996年退休，在民航處度過40個年頭。樂鞏南退休後轉到新鴻基地產附屬公司「商業航空中心」任總裁，管理私家飛機業務，又加入內地航空公司擔任非執行董事。他退休後寫回憶錄，痛斥政府「親英派」，又不時發表論政文章，相當活躍。2020年2月29日去世後，與其母親合葬於鑽石山靈灰安置所。